# Kachchh (Staat)
Kachchh (Gujarati કચ્છ, „Land an der Meeresküste“; englisch Kutch oder Cutch) war ein Fürstenstaat Britisch-Indiens nördlich der Halbinsel Kathiawar im heutigen Bundesstaat Gujarat zwischen dem Golf von Kachchh und Pakistan. Ein großer Teil des Landes wird durch den Rann von Kachchh eingenommen. Der Sage nach besteht der Rajputen-Staat mit der Hauptstadt Bhuj seit 1147. Er kam 1591 unter die Oberhoheit der Großmoguln. 1697 entstand durch Erbteilung das Fürstentum Morvi.
Die Raos von Kachchh nahmen 1757 den Titel Maharajadhiraj Mirza Maharao an. 1815–1947 war das Fürstentum britisches Protektorat (→Britisch-Indien).
Kachchh hatte 1941 eine Fläche von 21.364 km² und 591.000 Einwohner. Man verausgabte 1946 Münzen denominiert in Kori, es existieren Banknoten-Muster. Am 1. Mai 1949 erfolgte der Anschluss an Indien und 1956 mit dem States Reorganisation Act die Eingliederung in den Staat Bombay. Seit 1960 gehört Kachchh zum Bundesstaat Gujarat.